# Ольсен, Регина
Регина Шлегель, в девичестве Ольсен (Regine Olsen; 23 января 1822 г . — 18 марта 1904 г.) — датчанка, которая с сентября 1840 года по октябрь 1841 г. была помолвлена с философом Сёреном Кьеркегором. Отношения c Региной оказали большое влияние на его интеллектуальное развитие, философию и теологию, и многие свидетельства этого можно видеть в его сочинениях.

## Помолвка с Кьеркегором
Регина родилась 23 января 1822 г. во Фредериксберге, районе Копенгагена, Дания. 
Она впервые встретилась с Кьеркегором в весенний день, в 1837 г., когда ей было 15 лет. Регина позже вспоминала, что после этой первой встречи Кьеркегор произвёл на неё «очень сильное впечатление». Взаимное увлечение между ними развивалось; Регина училась тогда у Шлегеля, своего будущего мужа.
Регина также произвела сильное впечатление на Кьеркегора, который ухаживал за ней в течение долгого времени, представляя себя прежде всего как друга. 8 сентября 1840 г. Кьеркегор, наконец, открыл свои чувства к Регине, в то время, когда она играла для него на пианино в доме её семьи. Он так пересказал эти события годами позже (в своём дневнике): « — О! А мне-то разве музыка, это вы мне нужны, я люблю вас уже два года. — Она молчала». После этого Кьеркегор начал умолять её отца дать согласие на их брак.
Почти сразу же, однако, Кьеркегор начал испытывать сомнения в своей способности быть семьянином. В течение всего следующего года Кьеркегор напряжённо работал. Он начал ряд исследований, произнёс в это время свою первую проповедь и подготовил диссертацию на степень магистра. Регина чувствовала, что «напряжённый график» у Кьеркегора был предлогом, чтобы избежать её. Однако они поддерживали обширную переписку; одно время он писал ей шифрованные письма каждую среду. Письма Кьеркегора сохранились; а письма Регины, за исключением нескольких пометок, по всей вероятности, были уничтожены. 11 августа 1841 г. Кьеркегор расторг помолвку, и отправил Регине прощальное письмо вместе со своим обручальным кольцом. Регина, убитая горем, сразу же направилась к его дому; и когда дома его не оказалось, она оставила записку, умоляя его не оставлять её.
Кьеркегор, безусловно, искренне любил Регину, но не мог согласовать перспективу брака со своим писательским призванием, убеждённой христианской верой и постоянной меланхолией (возможно, такое решение было связано с импотенцией). Регина была потрясена его отказом от помолвки и не хотела давать согласия на её расторжение, угрожая убить себя, если он не вернётся к ней. Кьеркегор пытался подавить эти переживания посредством своих действий; он делал вид, что совершенно равнодушен и холоден к ней. Как он писал позже, «надо было довести дело до конца, и при этом поддержать её, хотя бы и путём обмана; стараться всеми мерами оттолкнуть её, затронув при этом её гордость». Он писал ей холодные, сухие письма для того, чтобы было похоже, что он уже не любит её; но Регина цеплялась за надежду, что они ещё могут быть вместе, отчаянно умоляя, чтобы он принял её обратно. 11 октября 1841 г. Кьеркегор встретился с ней, и вновь расторг помолвку лично. Её отец пытался убедить его пересмотреть это дело, говоря, что Регина в отчаянном положении: «Это будет её смерть; она находится в полном отчаянии». Кьеркегор пришёл на следующий день и говорил с Региной. На её вопрос, собирается ли он когда-нибудь жениться, Кьеркегор ледяным тоном ответил: «Ну, да, я начал угасать, и мне нужна сильная молодая девушка, чтобы омолодить меня». В действительности, у Кьеркегора не было таких планов, и он оставался безбрачным всю последующую жизнь.
Регина была совершенно подавлена, но и Кьеркегор тоже, который пишет в дневнике, что проводил целые ночи, плача в своей постели. История их взаимоотношений стала источником сплетен в Копенгагене, и те, кто знал об этой истории, говорили, что Кьеркегор невероятно легкомыслен и жесток. Родственники Регины реагировали на это со смущением, считая действия Кьеркегора совершенно непонятными: как он так неожиданно перешёл к ненависти к Регине и причинил ей такую боль? Кьеркегор позже умолял Регину, чтобы она простила его за такой поступок. В письме к ней он писал: «Прежде всего, забудьте того, кто пишет эти строки; простите того, кто, если и способен на что-нибудь, однако не способен сделать девушку счастливой».

## Брак со Шлегелем
3 ноября 1847 г. Регина вышла замуж за своего прежнего наставника, Фредерика Шлегеля; брак был заключен в церкви Спасителя в Копенгагене. Их брак был счастливым и спокойным. Регина и Фредерик даже читали друг другу вслух отрывки из сочинений Кьеркегора.
Несколько раз в 1849 г. пути Регины и Кьеркегора пересекались; так, иногда они сталкивались, выходя из церкви после мессы, а также во время дневных прогулок. 19 ноября 1849 г. Фредерик Шлегель получил письмо от Кьеркегора, который просил его, чтобы он позволил ему говорить с Региной. Шлегель не отвечал на письма, и позднее отрицал, что Кьеркегор просил его об этом. Вскоре после этого Фредерик был назначен губернатором датской Вест-Индии, и Регина сопровождала его туда; они отправились туда 17 марта 1855 г.
Она больше никогда не увидела Кьеркегора. Регина и Фредерик вернулись из датской Вест-Индии в Копенгаген в 1860 г., через пять лет после смерти Кьеркегора. Остатки его имущества были завещаны им «бывшей fiancée» (франц. невесте) Регине.
Фредерик умер в 1896 г. В 1897 г. Регина переехала во Фредериксберг, чтобы жить у своего старшего брата.
После смерти Ф. Шлегеля она получала запросы биографов, комментаторов и друзей, которые хотели услышать от неё интерпретацию отношений между ней и Кьеркегором. Такими интервьюерами были Ханна Морэр, Рафаэль Мейер, Петер Мунте Брун, Роберт Нейендам, Юлиус Клаузен, Георг Брандес. В 1898 г. она начала диктовать библиотекарю Рафаэлю Мейеру рассказ о своей помолвке с Кьеркегором. Этот рассказ был опубликован после смерти Регины в 1904 г. в книге: «Документы о Кьеркегоре: Помолвка; опубликовано со слов г-жи Регины Шлегель». Но, в целом, учёные признают, что это сочинение представляет мало информации, какой не было бы известно из свидетельств самого Кьеркегора или из других источников.
Регина скончалась в 1904 г., и была похоронена на кладбище Assistens в Копенгагене, рядом с могилами Сёрена Кьеркегора и Фредерика Шлегеля. В своём комментарии о Регине, Роберт Нейендам писал, что «она знала, что он „взял её с собой“ в историю. И эта мысль оправдывала то, что она перестрадала».

## Влияние разрыва на Кьеркегора
Кьеркегор так полностью и не оправился от тяжёлых отношений с Региной. В период между их разрывом и её браком со Шлегелем они были вежливы, когда сталкивались во время прогулок или в церкви. Это были, в основном, контакты «без слов», и они причиняли Кьеркегору немало беспокойства. Кажется, он пытался использовать свой авторский метод «опосредованной коммуникации» в своей личной жизни, и приходил от этих переживаний в отчаяние. Когда в 1842 г. он уехал в Берлин для изучения философии, его по-прежнему преследовали воспоминания о Регине. Даже в то время, когда писатель глубоко погрузился в свою работу, Регина всегда оставалась у него в памяти: «Увы, даже здесь, в Берлине, мой слишком пытливый мозг не может удержаться, чтобы не размышлять об этом. Она должна или любить меня, или ненавидеть меня, и она знает, что третьего не дано. И нет ничего более трудного для молодой девушки, чем тягостная неопределённость». Именно в это время Кьеркегор разрабатывал свою собственную философию, и трудился над книгой «Или — или».

## Регина в сочинениях Кьеркегора
Регина Ольсен занимает центральное место в мысли и в сочинениях Кьеркегора, и, можно сказать, уникальное место в истории западной философии. Можно утверждать, что ни одна другая женщина не сыграла такую важную роль в развитии крупного философа, как Регина Ольсен для С. Кьеркегора. Но в некотором смысле трудно понять все подробности их драматических отношений.
Неудачные отношения С. Кьеркегора с Региной повлияли на его взгляды на любовь, преданность, брак, а также взгляды на веру и отношения с Богом. Однако упоминания о Регине в его трудах (исключая, конечно, дневники) всегда косвенные. «Или — или», первая большая книга Кьеркегора, полна завуалированных ссылок на его отношения с Региной. Помимо больших разделов, посвящённых вопросам эротики и проповеди о достоинствах брака, она включает в себя «Дневник обольстителя», в котором описывается история молодого человека, который долго старается обольстить молодую девушку, но, завоевав её привязанность, разрывает с ней связь. История имеет параллели с отношениями Кьеркегора с Региной, и часто воспринимается как автобиографическая. (Эта книгa была в своё время опубликована отдельным изданием.) Книга «Стадии жизненного пути» (1845) содержит анализ трех «сфер существования» — эстетической, этической, религиозной. Этическая часть говорит о воссоединении одной жизни с другой (о браке); религиозная говорит о посвящении себя Богу. Это, очевидно, и была эта тяжёлая дилемма («или — или»), которая разрывала Кьеркегора в эти годы, и он чувствовал, что не может примирить брак со своим религиозным призванием. Из тех сочинений Кьеркегора, к которым написано посвящение, несколько посвящено отцу (другой значимой фигуре в его жизни), одно - П. М. Мёллеру, а другие - Регине.